# Herta
Herta je ženské křestní jméno germánského původu. Existují dvě teorie o vzniku tohoto jména. Jedna hovoří o tom, že je odvozeno od germánské bohyně Nerthus, jejíž jméno římský historik Tacitus mylně četl jako Hertha. Druhá teorie naopak říká, že jde o domáckou podobu některých německých jmen začínajících na Hert-, jako např. Hertwiga. Svátek podle českého kalendáře slaví dne 14. června.
Na světě žilo k roku 2014 odhadem 127 349 nositelek jména Herta, nejvíce z nich žilo v Německu (kde žije 81 293 nositelek a jde o 256. nejčastější jméno) a v Rakousku (tam žije 32 111 nositelek a jde o 70. nejčastější jméno). V Evropě je jméno ještě rozšířeno v Itálii (970 nositelek), Lotyšsku (871), Švýcarsku (672) a Švédsku (383). Ve světě se jméno nejvíce vyskytuje v Brazílii, Indonésii a USA (všude přes dva tisíce nositelek).

## Domácké podoby
Mezi české domácké podoby jména Herta patří Hertička, Hertuška, Herti, Hertuš, Hertuše, Herťa apod.

## Vývoj popularity
Jméno Herta je v Česku mezi novorozenými dívkami extrémně vzácné. K roku 2016 byl průměrný věk 78 let. Ze statistiky za roky 2010 – 2016 lze vidět, že jméno má silný klesající trend. Celkový úbytek za tyto roky činí −34,48 %, kvůli tomu má jméno Herta jeden z nejhorších trendů v Česku.
Nejvíce nositelek žijících k roku 2016 se narodilo v období druhé světové války (1939 – 1945), konkrétně v roce 1941 (36). I před druhou světovou válkou se často rodilo více než deset nositelek za rok. Po válce však počet nových nositelek extrémně klesl, od roku 1945 se nikdy nenarodily více než pět nositelek za rok. Jméno se od roku 1962 nevyskytuje téměř vůbec, nikdy se nenarodila více než jedna nositelka za rok. Až na jednu dívku narozenou v roce 2009 jméno Herta od roku 1983 kompletně vymizelo.
Na mapě rozšíření jména Herta lze vidět, že se vyskytuje převážně v pohraničí a na územích, kde se hovořilo německy.
| Rok  | Počet nositelek | Změna oproti předchozímu roku |
| ---- | --------------- | ----------------------------- |
| 2010 | 554             | –                             |
| 2011 | 512             | −7,58 %                       |
| 2012 | 474             | −7,42 %                       |
| 2013 | 432             | −8,86 %                       |
| 2014 | 408             | −5,56 %                       |
| 2015 | 387             | −5,15 %                       |
| 2016 | 363             | −6,2 %                        |

## Významné osobnosti
- Herta Botheová – německá dozorkyně v koncentračních táborech
- Herta Haas – slovinská partyzánka, třetí manželka Josipa Broze Tita
- Herta Heuwer – německá restauratérka, vynalezla currywurst
- Herta Huberová – německá spisovatelka a básnířka
- Herta Kašparová – česko-německá úřednice a tlumočnice
- Herta Lindnerová – účastnice protinacistického hnutí, zaměstnankyně kriminální policie a gestapa
- Herta Müllerová – německo-rumunská spisovatelka
- Herta Nagl-Docekal – rakouská filozofka a profesorka
- Herta Prymusová-Stachová – česká malířka
- Herta Wićazec – lužickosrbská spisovatelka a básnířka